# Antioquia Occidentale

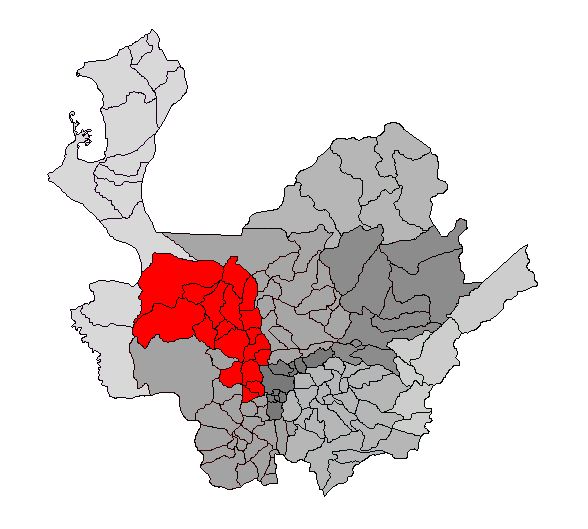
Posizione dell'Antioquia Occidentale nel dipartimento di Antioquia

L'Antioquia Occidentale è una sottoregione (provincia) colombiana del dipartimento di Antioquia. La provincia conta 18 comuni.